# NGC 5952
NGC 5952 is een lensvormig sterrenstelsel in het sterrenbeeld Slang. Het hemelobject werd op 25 maart 1865 ontdekt door de Duitse astronoom Albert Marth.

## Synoniemen
- ZWG 50.30
- NPM1G +05.0472
- PGC 55496